# Jüdisches Altersheim Fünfbrunnen

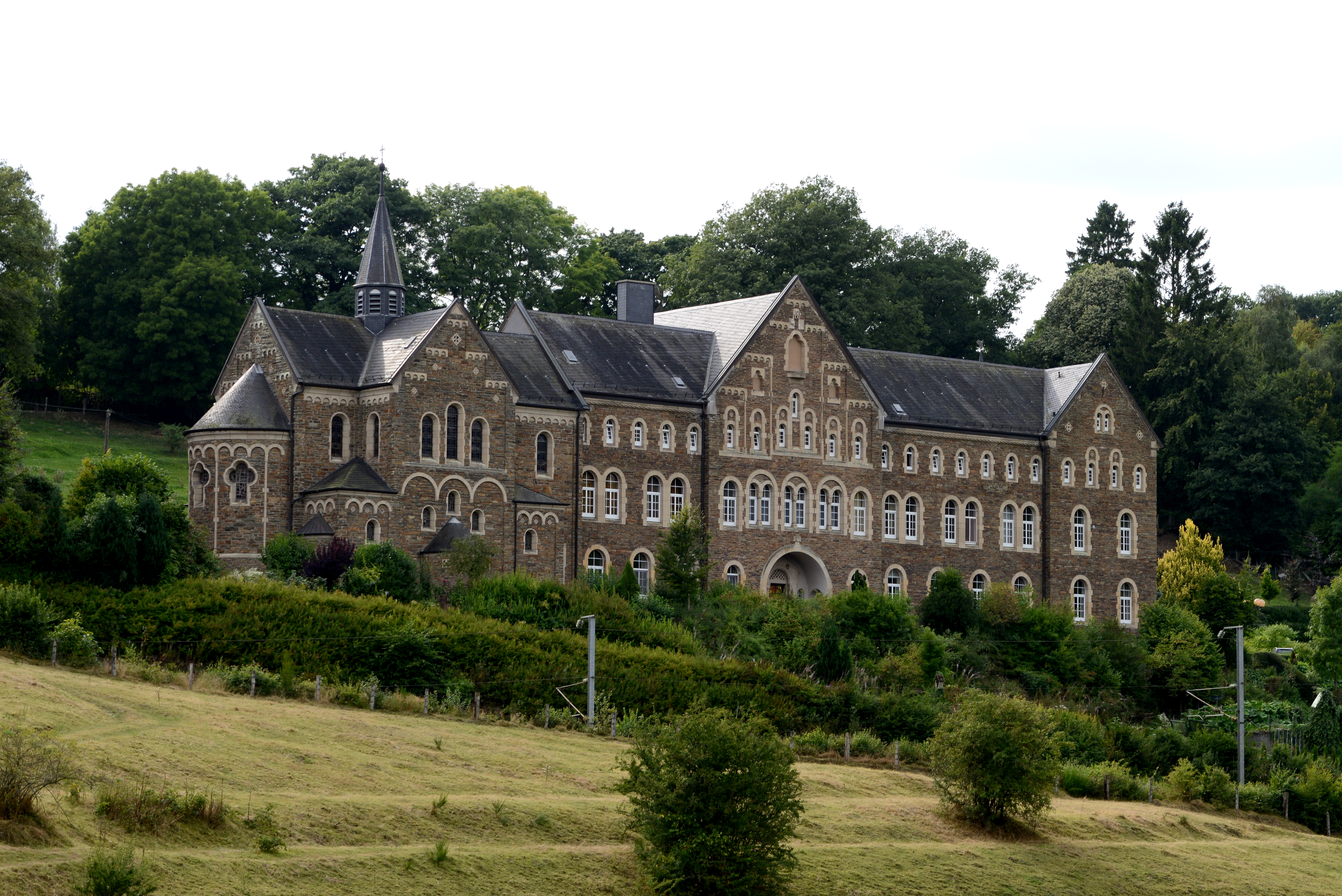
Klostergebäude Fünfbrunnen, 2013

Das Jüdische Altersheim Fünfbrunnen bei Ulflingen war das Sammellager zur Isolierung und Konzentrierung von nicht arbeitsfähigen Juden in Luxemburg. Es bestand von 1941 bis 1943 im umfunktionierten abgelegenen Kloster Fünfbrunnen.

## Geschichte
Am 4. März 1941 wurde das Kloster Fünfbrunnen von der Gestapo aufgelöst und im Herbst wurde dort auf Vorschlag der Israelitischen Kultusgemeinde ein Sammellager für Alte und Gebrechliche in Betrieb genommen. Judenrat und Gestapo leiteten sofort den Bau zusätzlicher Baracken ein, der aber wegen kriegsbedingter Materialknappheit und der Planung der Deportationen von der Gestapo im Juli 1942 eingestellt wurde.
Das Lager unterstand der Gestapo, war von keinem Stacheldraht umgeben, hatte keine Bewachung und keine Judenpolizei wie in Polen üblich, sondern eine Selbstverwaltung. Sowohl die Gestapo als auch die Zivilverwaltung stellten Einweisungsverfügungen aus, und im Juli 1942 erreichte die Lagerbelegung mit etwa 150 meist kranken und alten Personen unterschiedlicher Nationalität ihren Höchststand. Durften die Insassen anfangs noch Möbel und persönliche Dinge mitbringen, so wurde ihnen später vieles abgenommen. Insgesamt durchliefen etwa 300 arbeitsunfähige Personen das Lager, von denen mehr als 20 im Lager oder in Luxemburger Hospitälern starben. Fünf Menschen konnten fliehen, während die anderen jeweils per Zug nach Deutschland deportiert und von dort sofort in größeren Deportationszügen nach dem Osten gebracht wurden:
| Datum            | Zielort                               | über      | Anzahl |
| ---------------- | ------------------------------------- | --------- | ------ |
| 16. Oktober 1941 | Ghetto Litzmannstadt                  | Trier     | 22     |
| 23. April 1942   | Ghetto Izbica                         | Stuttgart | 14     |
| 12. Juli 1942    | Vernichtungslager Auschwitz-Birkenau  | Chemnitz  | 6      |
| 26. Juli 1942    | KZ Theresienstadt                     | Köln      | 16     |
| 28. Juli 1942    | KZ Theresienstadt                     | Dortmund  | 73     |
| 6. April 1943    | KZ Theresienstadt                     | Dortmund  | 87     |
| 17. Juni 1943    | teils Auschwitz, teils Theresienstadt | ?         | 3?     |

Nach der Deportation vom 6. April 1943 löste die Gestapo das Lager auf.

## Erinnerung

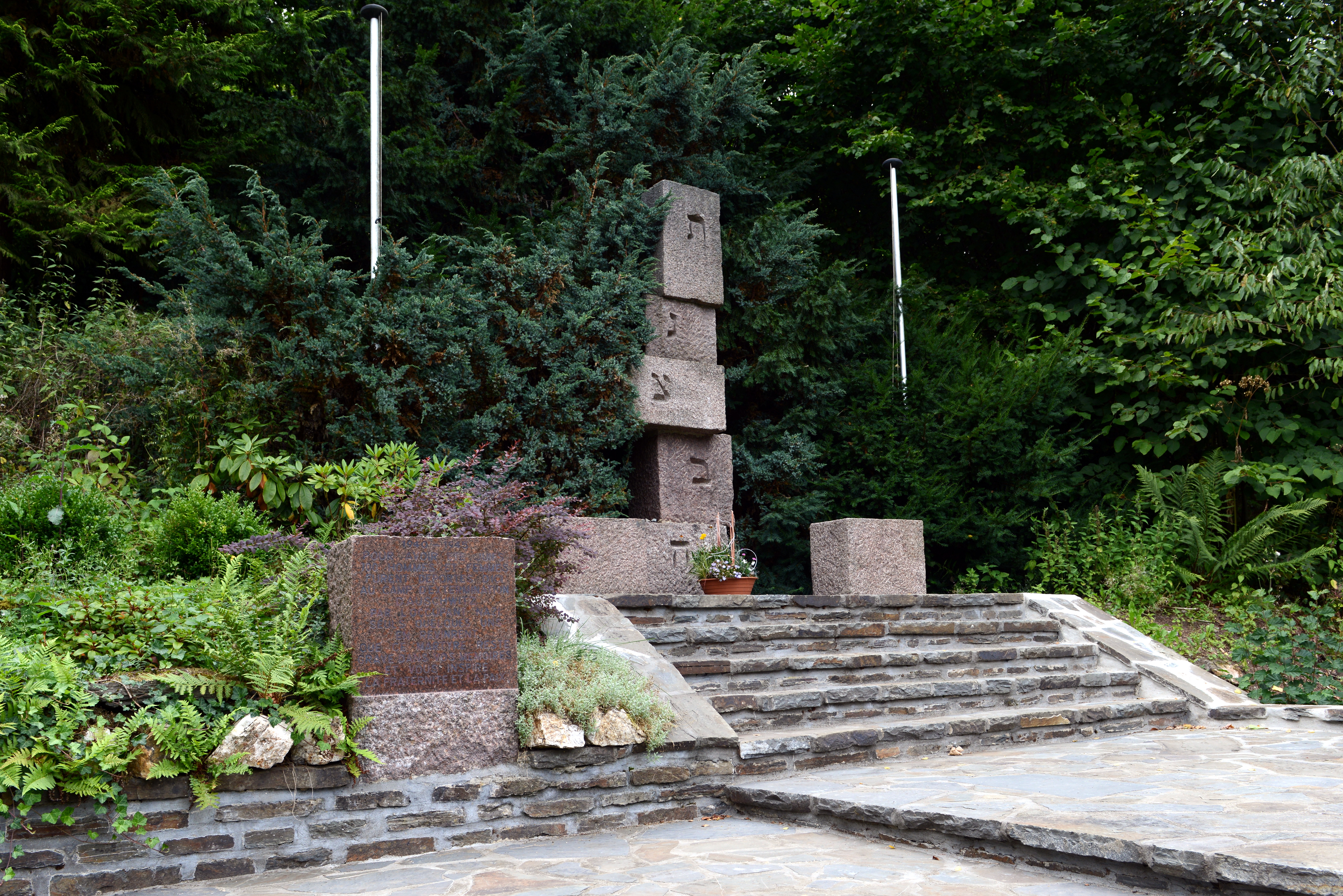
Gedenkstätte für 700 nach Auschwitz deportierte Luxemburger Juden, 2013

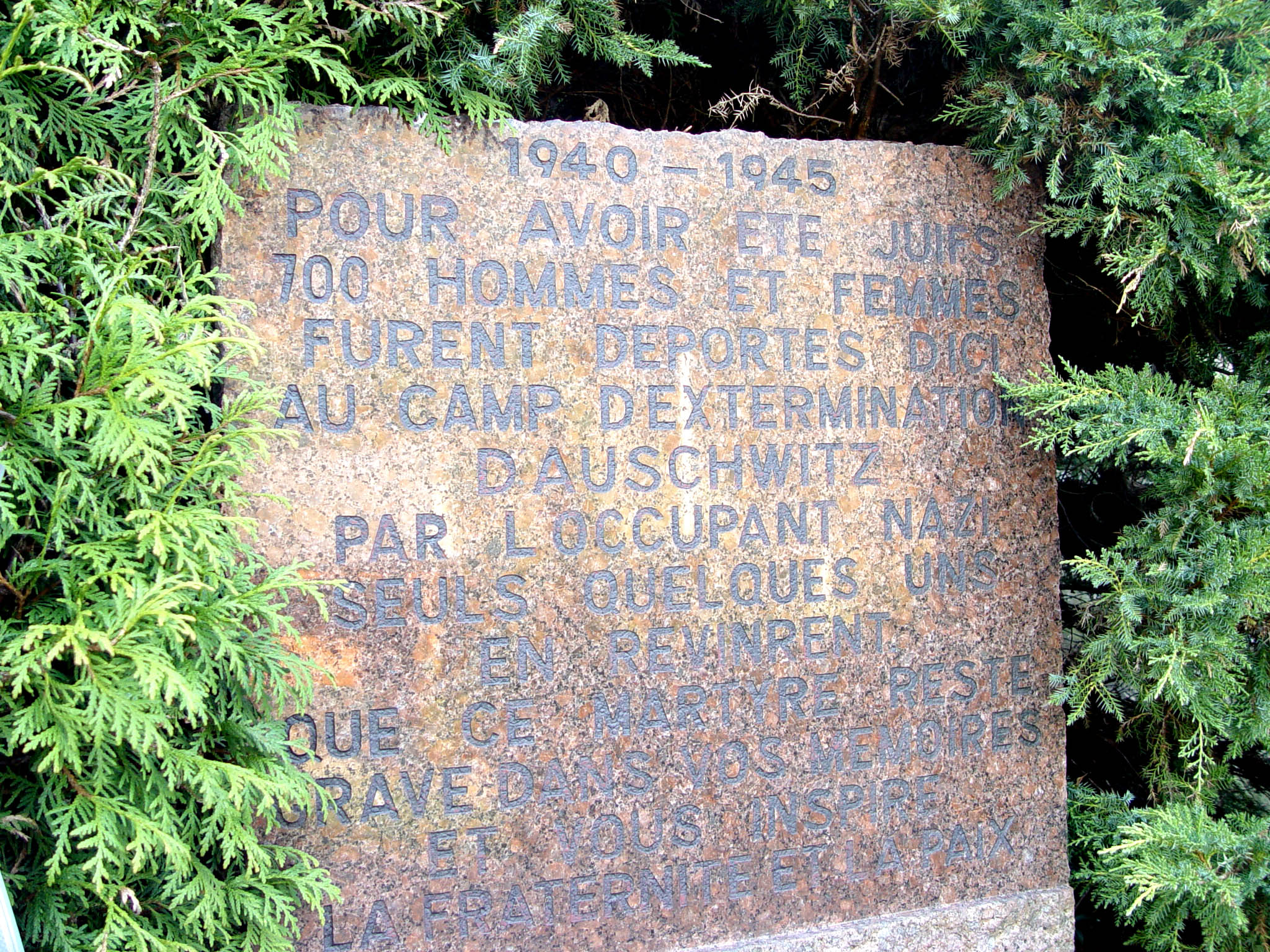
Detailansicht

Auf dem Gelände des Klosters Fünfbrunnen erinnern heute ein Denkmal und eine Informationstafel an die Deportation und die Ermordung der Luxemburger Juden. Im Bahnhof Hollerich gibt es ein Deportationsmuseum.